# Diederich Hahn

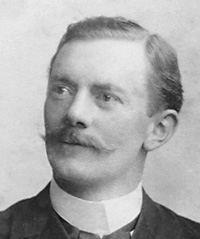
Diederich Hahn

Christian Diederich Hahn (* 12. Oktober 1859 in Osten (Oste); † 24. Februar 1918 in Hamburg-Barmbek) war ein zunächst nationalliberaler, später konservativer deutscher Politiker und führender Funktionär und anti-großkapitalistischer, antisemitischer Ideologe des Bundes der Landwirte.

## Ausbildung und berufliche Anfänge
Hahn stammte aus einer seit dem 17. Jahrhundert mit Deich- und Sielbau befassten Familie in Koppel bei Hechthausen a. d. Oste. Sein Vater Adolph Diederich Hahn war Absolvent der Königlichen Baugewerkschule Nienburg und Schleusenbaumeister in Osten/Oste. Hahn studierte, nach dem Abitur am Stader Gymnasium Athenaeum, Geschichte, Geographie und germanische Philologie in Leipzig und Berlin.
Während des Studiums wurde er, 21 Jahre alt, Mitbegründer der Vereine Deutscher Studenten (VDSt). Auf deren Kundgebung auf dem Kyffhäuser 1881 war Hahn, zusammen mit seinem Freund, dem Theologiestudenten Friedrich Naumann, Wortführer der Organisation. Naumann war ein begeisterter Anhänger der christlich-sozialen Vorstellungen des Berliner Hofpredigers Stoecker, und die beiden jungen Studenten, von sozialreformerischen Ideen getragen, entwickelten antimaterialistische, sozial-konservative und christlich-nationale Leitbilder als Alternative zu einer zunehmenden Hinwendung der Arbeiterschaft zur Sozialdemokratie. Schließlich galten 1881 noch die Sozialistengesetze („Gesetz gegen die Gemeingefährlichkeit der Sozialdemokratie“), deren Verfolgung zu einer zunehmenden Zerrissenheit im deutschen Volk geführt hatte. Adolf Stoecker hatte sich mit seinem christlich-sozialen Feldzug gegen Finanz- und Börsenkapital einen Namen gemacht, indem er sich das antisemitische Ressentiment im Kleinbürgertum Berlins gegen die reich gewordenen Juden zunutze machte. Stoeckers Bewegung wurde ergänzt durch das nationale Identitätspostulat des damals berühmten Berliner Historikers Heinrich von Treitschke. Aus der Kyffhäuser-Kundgebung entstand der Kyffhäuserverband als eine ursprünglich monarchistisch-christlich-antisemitisch-national ausgerichtete Studentenorganisation. Anfangs war die Hälfte ihrer Mitglieder Theologen.
1884 legte Hahn in Berlin das Examen pro facultate docendi ab, danach unterrichtete er als Probekandidat am Kaiserin-Augusta-Gymnasium Charlottenburg, von 1885 bis 1886 absolvierte er ein Studium der Nationalökonomie und Rechtswissenschaften. Am 1. Oktober 1886 wurde er Archivar und Leiter des Volkswirtschaftlichen Bureaus der Deutschen Bank in Berlin. Es folgte die Promotion zum Dr. phil. über das „Deichrecht der Altendorfer Schauung“ in Berlin. In der Deutschen Bank arbeitete Hahn eng mit Georg von Siemens zusammen, unter anderem an dem Projekt der Bagdadbahn. Ende 1893 schied er aus der Bank wegen politischer Differenzen mit Georg von Siemens aus, der selbst Mitglied des Reichstags war und soeben sein Mandat verloren hatte.
Seit 1889 war Diederich Hahn Leutnant der Reserve beim Königl. Preuß. 3. Garde-Regiment zu Fuß, Premierlieutenant 1901. Die Zugehörigkeit als Reserveoffizier zu diesem Regiment – seine Traditionen wurden 1921 vom Infanterie-Regiment 9 in Potsdam übernommen – dürfte für die nationalkonservative Entwicklung Diederich Hahns von wesentlicher Bedeutung gewesen sein.
Im Jahr 1897 heiratete Hahn die Pianistin und Klindworth-Schülerin Margarete Böing aus dem Dinslakener Ärzte-Zweig der Hohenlimburger Unternehmerfamilie Böing. Diese schrieb unter dem Pseudonym Margarete von der Oste Kinderbücher sowie Romane vor allem über Personen aus westfälischen Bauern-, Industriellen und Gelehrtenfamilien. Margarethe Hahn-Böing wurde, 17 Jahre jünger als Diederich Hahn, seine – ausweislich einer Fülle erhaltener Ehebriefe – wichtigste Beraterin in Fragen der Politik. Mit dem Buch „Dein Vater“ legte sie 1936 seine sehr persönlich gehaltene Biografie vor.

## Politische Mandate
Nach der Entlassung des Reichskanzlers Otto von Bismarck durch Kaiser Wilhelm II. setzte sich Hahn, zusammen mit den preußischen Landtagsabgeordneten Ziegeleibesitzer Johann Schoof und Peter Rickmers (Rickmers Reismühlen Bremerhaven) für ein Verbleiben Bismarcks in der Politik ein: Der „Erzpreuße“ Bismarck sollte für den ausscheidenden Abgeordneten Hermann Gebhard des „erzwelfischen“ 19. Wahlkreises „Neuhaus (Oste), Hadeln, Lehe, Kehdingen, Jork“ im erst kürzlich von Preußen annektierten Königreich Hannover in den Reichstag entsandt werden.
10 Jahre zuvor schon, in Diederich Hahns Leipziger VDSt-Tagen, war Bismarck auf den temperamentvollen jungen Geschichtsstudenten aufmerksam geworden und hatte ihn seitdem häufiger nach Friedrichsruh eingeladen. Es gelang Diederich Hahn, den Altkanzler bei der Wahl am 30. April 1891 gegen den welfischen Kandidaten v. Plate und den Sozialdemokraten Hinrich Schmalfeldt durchzubringen, eine wahlkämpferische Meisterleistung. Bismarck machte von dem Abgeordnetenmandat allerdings nie Gebrauch und protegierte Hahn als seinen Nachfolger, der darauf bei der Reichstagswahl 1893 als damals jüngster Abgeordneter in den Reichstag einzog. Er gehörte ihm, stets als Vertreter des genannten Wahlkreises, von 1893 bis 1903 und von 1907 bis 1912 an; zunächst als Hospitant der Nationalliberalen Partei, später als Hospitant der Deutschkonservativen Partei.
Von 1893 bis zu seinem Tode 1918 war Diederich Hahn zudem Mitglied des Preußischen Hauses der Abgeordneten und von 1894 bis 1918 Mitglied des Hannoverschen Provinziallandtags.
In den drei Parlamenten stand er in der Streitfrage Agrar- oder Industriestaat ganz für eine konservative Agrarpolitik. Als Mittelstands- und Sozialpolitiker setzte er sich nicht nur für die Interessen des Bauerntums ein, sondern besonders auch für die der Gewerbetreibenden, Kleinkaufleute, Küstenschiffer und Handwerker – „Erst Heimatpolitik, dann Weltpolitik“ – und damit gegen das expandierende Großkapital, dessen Gegnerschaft sich Diederich Hahn häufig zuzog.
Anlässlich des Zusammenbruchs der Leipziger Bank infolge von Fehlspekulationen ihrer Inhaber forderte er 1902 im Reichstag als erster die Schaffung einer Reichs-Angestelltenversicherung. Die Bismarcksche Alters- und Invalidenversicherung hatte sich auf die Arbeiterschaft beschränkt, Diederich Hahn forderte nun den Schutz auch der „Privatangestellten“, wie er mit dem Versicherungsgesetz für Angestellte 1911 schließlich auch Gesetz wurde (Angestelltenversicherungsgesetz). Diederich Hahns mitreißende rhetorische Begabung – 1911 hat er etwa 400 mal das Wort im Deutschen Reichstag ergriffen – machte ihn zu einem der bekanntesten Parlamentarier im kaiserlichen Berlin vor 1914.

## Organisator des Bundes der Landwirte

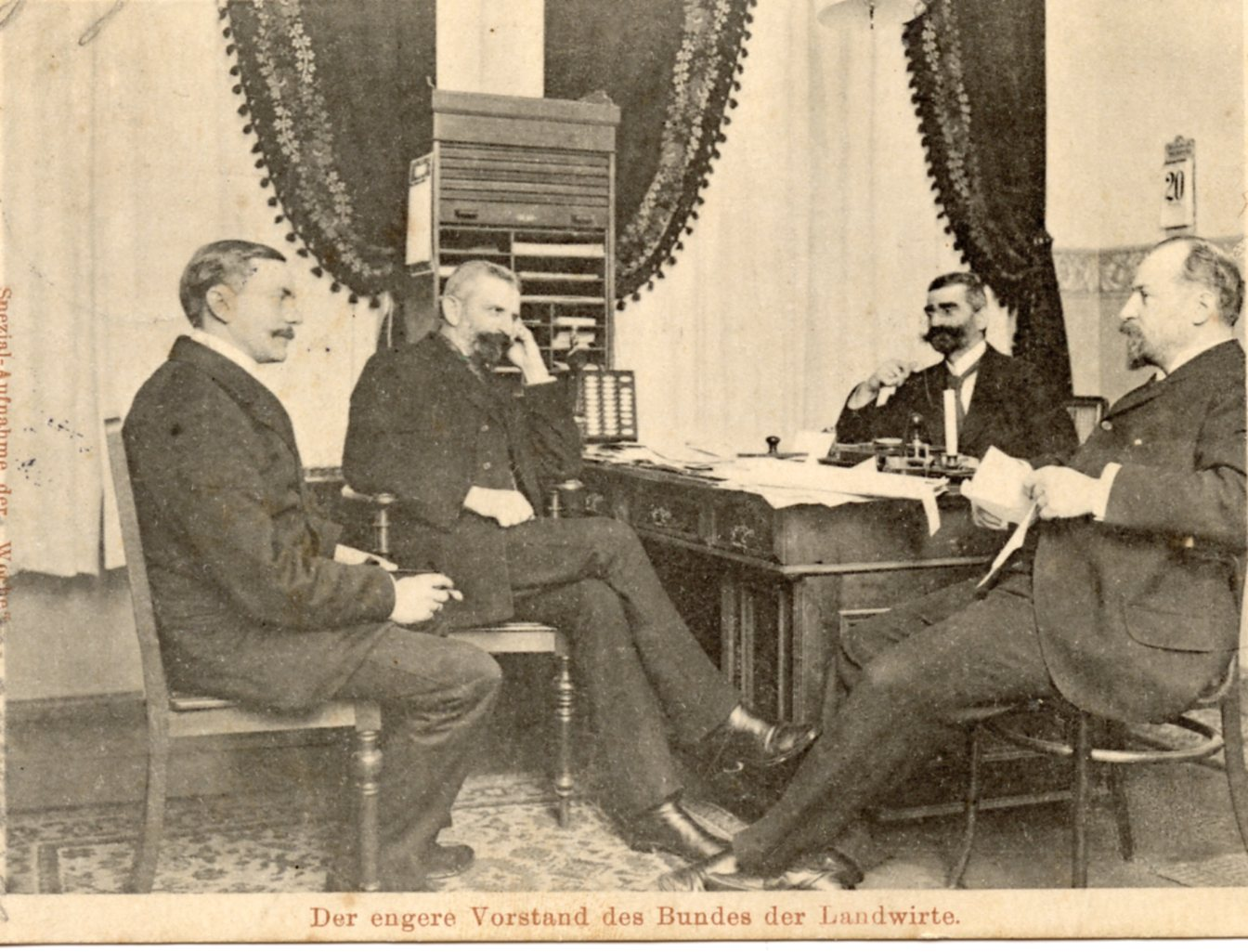
Der engere Vorstand des Bundes der Landwirte um 1900, links Diederich Hahn, Mitte Conrad von Wangenheim, rechts Gustav Roesicke

Hahn trat dem Bund der Landwirte (BdL) in seiner konstituierenden Versammlung am 18. Februar 1893 mit einer flammenden Rede bei und war 1897 bis 1918 Mitglied des dreiköpfigen engeren Vorstandes. 1898 berief ihn der Bundesausschuss zusätzlich zum volkswirtschaftlichen bzw. politischen 1. Direktor. Er war bezahlter Geschäftsführer des BdL und damit, wie Gustav Stresemann, einer der ersten Berufspolitiker im bislang von Honoratioren-Mitgliedern geprägten Deutschen Reichstag. Hahn widmete sich vor allem der Presse- und Propagandaarbeit für den BdL. Er war Mitbegründer der Deutschen Tageszeitung und deren Vorstandsmitglied bis 1918. Hahn war in hohem Maße verantwortlich für die Schaffung der modernen und wirksamen organisatorischen Strukturen des BdL.

## Politische Positionen
Als Ideologe des Bundes spielte er eine Rolle bei der Bildung einer radikal-nationalen, völkischen, anti-großkapitalistischen und antisemitischen rechten Strömung in Deutschland. In einer Versammlung des Bundes erklärte er etwa: Die Deutschen gehörten „alle zum Adel der Welt. Der höchsten Rasse in der Welt gebührt die Herrschaft über sie.“
Im Jahr 1902 gab es zwischen dem politischen Konservativismus und dem BdL einen schweren Konflikt. Die Konservativen wollten den Schutzzollforderungen des BdL, insbesondere gegen die Getreideimporte aus Russland und gegen die Obstimporte aus Österreich, nicht folgen. So stellte der BdL bei den Reichstagswahlen von 1903 66 eigene Kandidaten auf, von denen aber nur vier gewählt wurden. Auch Hahn verlor vorübergehend sein Reichstagsmandat. Im preußischen Haus der Abgeordneten aber blieben Hahn und einige andere Abgeordnete als Vertreter des BdL in der 20. Wahlperiode vertreten.
Der politische Einfluss des Bundes der Landwirte und damit Diederich Hahns in den politischen Richtungskämpfen des Wilhelminischen Reiches ist lange unterschätzt worden.
Wie viele Konservative stand Hahn der Flottenpolitik von Alfred von Tirpitz skeptisch gegenüber. Er sprach von der „grässlichen und hässlichen Flotte.“ Für ihn war der Flottenbau ein Schritt hin zum Aufbau eines auf Export ausgerichteten Industriestaates und damit der Schwächung der Landwirtschaft. Außerdem, so Hahn, würde in Deutschland nichts mehr den Sozialismus fördern als die hohen Steuern, die beim Versuch, eine England ebenbürtige Kampfflotte zu schaffen, für alle Schichten des Volkes kommen würden. Diese Flottenpolitik, so äußerte er einmal, „muss uns notgedrungen in einen gefährlichen Gegensatz zu England bringen und dieses in die Arme unserer Erzfeinde der Moskowitzer und Franzosen treiben.“

## Letzte Jahre und Nachwirkung
In seinen letzten Jahren widmete sich Diederich Hahn der Kultivierung eines großen Heidegebietes in der angestammten Börde Lamstedt, um dort mit dem Hof Haneworth einen neuen Stammsitz der Familie zu errichten. Den Park schuf der Königl. Gartenbaudirektor Georg Hölscher aus Harburg, der sich durch die Anlage des Harburger Stadtparkes einen Namen gemacht hatte. Hofanlage, Allee und Park stehen heute unter Denkmalschutz.
Bei Kriegsausbruch 1914 meldete sich Diederich Hahn, preußisch-patriotisch und inzwischen 55 Jahre alt, sofort als "Kriegsfreiwilliger" an die Westfront, wo er als Etappenkommandant seine hohen organisatorischen Fähigkeiten einsetzen konnte. Im Februar 1918 starb er, 58-jährig – seine jüngste Tochter war gerade vier Monate alt – ganz unerwartet im Reserve-Lazarett in Barmbek. Er ist in Basbeck an der Oste begraben.
Der Berliner Germanist Hartmut Eggert glaubte, Diederich Hahn könnte Pate gestanden haben für die Hauptfigur in Heinrich Manns Roman Der Untertan, Diederich Heßling. Professor George S. Vascik, Miami University, bestreitet dies inzwischen, ebenso die Mainzer Heinrich-Mann-Forscherin Ariane Martin. Diederich Hessling, etymologisch „Theoderich“ – der „hässliche“ Deutsche – hat eine gänzlich andere Vita als Diederich Hahn, der, im Gegensatz zu Manns Hessling, auch nicht Kaiserverehrer, sondern großer Kritiker Wilhelms II. war.
Thomas Nipperdey charakterisiert Hahn als einen rechtsintellektuellen Aufsteiger, populistischen und antisemitischen Nationalisten,. Hahns Zeitgenossen, so der Dichter Hermann Allmers, rühmen dessen Humor, seine herzliche Fröhlichkeit, seine Herzenswärme, seinen klaren Blick. Der Berliner Ordinarius für Geschichte Wilhelm Schüssler bezeichnet Diederich Hahn, der als Politiker in Konflikt stand zwischen Königstreue des preußischen Gardeoffiziers und Kaiser-Kritik, als einen „königstreuen Mann, der schon früh wusste, dass sich die Hohenzollern selbst das Grab graben“.
Als Politiker bekämpfte Hahn den Kaiser, als Königstreuer stellte er sich in der Daily-Telegraph-Affäre 1908 im Reichstag vor seinen preußischen König und betrieb, wie Elard v. Oldenburg den Sturz des Reichskanzlers Bülow, der, so glaubte Hahn, seinen König verraten hatte.